# 음양도

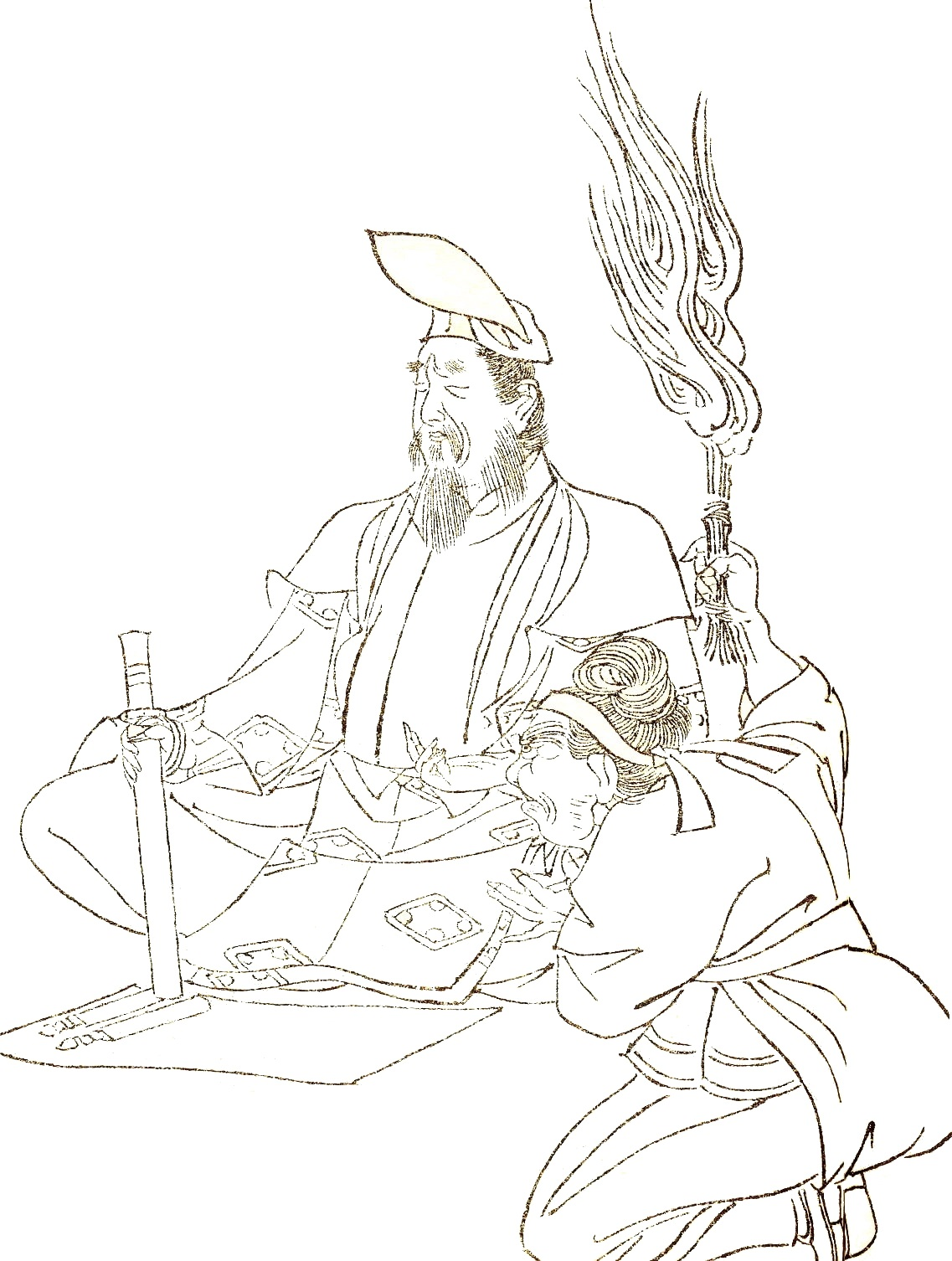
유명한 음양사 아베노 세이메이.

음양도(陰陽道)는 음양오행설에 기초한 신앙적 사상이다. 일본에는 6세기 초에 유입되었다. 점복의 실용적인 체계로 받아들여진다. 이는 도교, 불교, 신토의 영향을 받았으며, 7세기 말 즈음에 음양도 체계로 발전하였다.

## 같이 보기
- 연단술
- 토우 (고고학)
- 후토마니
- 이타코
- 오마모리
- 음양사
- 시키가미
- 수험도